# Proceratophrys itamari
Proceratophrys itamari es una especie de anfibio anuro de la familia Odontophrynidae.

## Distribución geográfica
Esta especie es endémica de Brasil. Se encuentra en el estado de São Paulo en Campos do Jordão y Santo Antônio do Pinhal y Minas Gerais en Passa Quatro entre los 1450 y 2000 m sobre el nivel del mar en la Serra da Mantiqueira.

## Descripción
El holotipo masculino mide 36,7 mm. Los machos miden de 31.1 a 42.5 mm y las hembras de 39.5 a 52.3 mm.

## Etimología
Esta especie lleva el nombre en honor a Itamar Alves Martins.

## Publicación original
- Mângia, Santana, Cruz & Feio, 2014 : Taxonomic review of Proceratophrys melanopogon (Miranda Ribeiro, 1926) with description of four new species (Amphibia, Anura, Odontophrynidae). Boletim do Museu Nacional, Nova Serie, Zoologia, vol. 531, p. 1–33[2]